# 苫小牧市ときわスケートセンター
苫小牧市ときわスケートセンター（とまこまいときわスケートセンター）は、北海道苫小牧市ときわ町に存在するスケート施設。同じ敷地内に隣接する苫小牧市新ときわスケートセンターについても扱う。

## 苫小牧市ときわスケートセンター

### 沿革
1979年、錦岡スポーツセンターとして苫小牧市が設置して開業。夏季はプール、冬季はスケートリンクとして運営されていた。1988年8月、日新町に温水プールができることになり、通年リンク化が問題化された。（平成2年度）に冷凍機を夏の期間でも耐えられる大型機への改修を行った。 
1990年、プール利用を廃止したことからときわスケートセンターに改称し、以後、通年営業のリンクとして運用されている。 

### 廃止へ
老朽化により2012年に建て替え計画が発表された。2014年に新ときわスケートセンターが開設され、旧施設は2016年に廃止される予定だったが市民の要望により氷上スポーツの練習場として維持された。当施設ではアイスホッケーを対象とした貸し切り利用などが行われてきた。2018年度の利用者数は約4万3千人であった。
苫小牧市では2025年度末までに廃止することを苫小牧市スポーツ推進審議会で表明していたが、2025年6月23日の苫小牧市議会本会議にて、市議時代から廃止方針の再考を求めていた金沢俊市長は、25年度末での廃止は有力な選択肢としつつ、市内スケートリンク4カ所体制を維持してほしいとの声もあり、再検討する考えを示した。

## 苫小牧市新ときわスケートセンター
2014年、苫小牧市ときわスケートセンターの東側に苫小牧市が設置して開業。通年営業でアイスホッケーの練習、試合に活用されるほか、市民に一般開放される時間帯も存在する。滑走料金は大人400円、高校生250円、市内の小・中学生は無料。貸靴500円。初心者用の滑走補助具として赤いパイロンが備えられている。 

### 騒音問題
2015年、新ときわスケートセンターから漏れる音が、市公害防止条例で定める騒音の規制基準を超過したことが判明。苫小牧市は、建物の内側に防音対策工事を追加したほか早朝と深夜の使用を中止した。

### 主な競技大会の開催
- 2014年11月 - ブルームボール世界大会
- 2015年1月 - 第64回全国高等学校アイスホッケー競技選手権大会
- 2016年8月 - 第11回全国高等学校選抜アイスホッケー大会
- 2016年12月 - 第4回女子日本アイスホッケーリーグ（一次リーグ）
- 2017年1月 - 第89回日本学生氷上競技選手権大会（アイスホッケー会場）
- 2018年12月 - 第91回日本学生氷上競技選手権大会（アイスホッケー会場）
- 2021年8月 - 第16回全国高等学校選抜アイスホッケー大会[7]
- 2024年1月〜2月 - 新たな光へ!とまこまい国スポ2024（アイスホッケー、ショートトラック）[8]